# Individuell fälttävlan i ridsport vid olympiska sommarspelen 1988
Lagtävlingen i fälttävlan i ridsport vid olympiska sommarspelen 1988 var en av sex ridsportgrenar som avgjordes under de olympiska sommarspelen 1988. 

## Medaljörer
| Event        | Guld                  | Silver                   | Brons                                |
| Individuellt | Mark Todd Nya Zeeland | Ian Stark Storbritannien | Virginia Holgate Leng Storbritannien |

## Resultat
| Placering | Ryttare               | Nation                   | Poäng   |
| 1         | Mark Todd             | Nya Zeeland              | -42,60  |
| 2         | Ian Stark             | Storbritannien           | -52,80  |
| 3         | Virginia Holgate-Leng | Storbritannien           | -62,00  |
| 4         | Claus Erhorn          | Västtyskland             | -62,35  |
| 5         | Tinks Pottinger       | Nya Zeeland              | -65,80  |
| 6         | Matthias Baumann      | Västtyskland             | -68,80  |
| 7         | Jean Teulère          | Frankrike                | -69,00  |
| 8         | Andrew Hoy            | Australien               | -90,00  |
| 9         | Thies Kaspareit       | Västtyskland             | -94,80  |
| 10        | Phyllis Dawson        | USA                      | -99,60  |
| 11        | Bartolo Ambrosione    | Italien                  | -107,90 |
| 12        | Bogusław Jarecki      | Polen                    | -111,40 |
| 13        | Krzysztof Rogowski    | Polen                    | -114,80 |
| 14        | Nicholas Holmes-Smith | Kanada                   | -117,40 |
| 15        | Santiago de la Rocha  | Spanien                  | -121,00 |
| 16        | David Foster          | Irland                   | -122,70 |
| 17        | Choi Myeong-Jin       | Sydkorea                 | -130,55 |
| 18        | Bruce Davidson        | USA                      | -141,80 |
| 19        | Karen Straker-Dixon   | Storbritannien           | -142,00 |
| 20        | Andrew Bennie         | Nya Zeeland              | -162,80 |
| 21        | Krzysztof Rafalak     | Polen                    | -163,40 |
| 22        | Francesco Girardi     | Italien                  | -166,35 |
| 23        | Scott Keach           | Australien               | -176,60 |
| 24        | David Green           | Australien               | -192,00 |
| 25        | Barry Roycroft        | Australien               | -195,80 |
| 26        | Eiki Miyazaki         | Japan                    | -201,60 |
| 27        | Vincent Berthet       | Frankrike                | -202,20 |
| 28        | Park Dong-Ju          | Västtyskland             | -227,00 |
| 29        | Pascal Morvillers     | Frankrike                | -227,60 |
| 30        | Marie-Christine Duroy | Frankrike                | -233,80 |
| 31        | Peter Gray            | Bermuda                  | -240,70 |
| 32        | Ramón Beca            | Spanien                  | -272,80 |
| 33        | Eugeniusz Koczorski   | Polen                    | -277,30 |
| 34        | Park So-Un            | Sydkorea                 | -382,60 |
| 35        | Eric Brodnax          | Amerikanska Jungfruöarna | -417,80 |
| 36        | Kazuhiro Iwatani      | Japan                    | -517,25 |
| -         | Ralf Ehrenbrink       | Västtyskland             | DNF     |
| -         | Dino Costantini       | Italien                  | DNF     |
| -         | Marges Knighton       | Nya Zeeland              | DNF     |
| -         | Ann Sutton            | USA                      | DNF     |
| -         | Thomas Wilson         | Puerto Rico              | DNF     |
| -         | Karen Lende O'Connor  | USA                      | DNF     |
| -         | Hiroshi Watanabe      | Japan                    | DNF     |
| -         | Jo Tudor              | Kanada                   | DNF     |
| -         | Mark Phillips         | Storbritannien           | DNF     |
| -         | John Watson           | Irland                   | DNF     |
| -         | Carol Ann Blackman    | Bermuda                  | DNF     |
| -         | Hisashi Wakahara      | Japan                    | DNF     |
| -         | Ranieri Campello      | Italien                  | DNF     |
| -         | Kim Hyeong-Chil       | Sydkorea                 | DNF     |